# Sånga församling, Härnösands stift
Sånga församling var en församling i Härnösands stift och i Sollefteå kommun i Västernorrlands län (Ångermanland). Församlingen uppgick 2006 i Multrå-Sånga församling

## Administrativ historik
Församlingen bildades på 1400-talet genom en utbrytning ur Överlännäs församling. 
Församlingen var till 1916 vara annexförsamling i pastoratet Boteå, Styrnäs, Överlännäs och Sånga. Från 1916 till 1962 annexförsamling i pastoratet Överlännas och Sånga. Från 1962 till 2002 annexförsamling i pastroratet Boteå, Styrnäs, Överlännäs och Sånga. Församlingen uppgick 2002 i Sollefteå-Boteå pastorat för att 2006 uppgå i Multrå-Sånga församling.

## Kyrkor
- Sånga kyrka